# Vlatades-Kloster

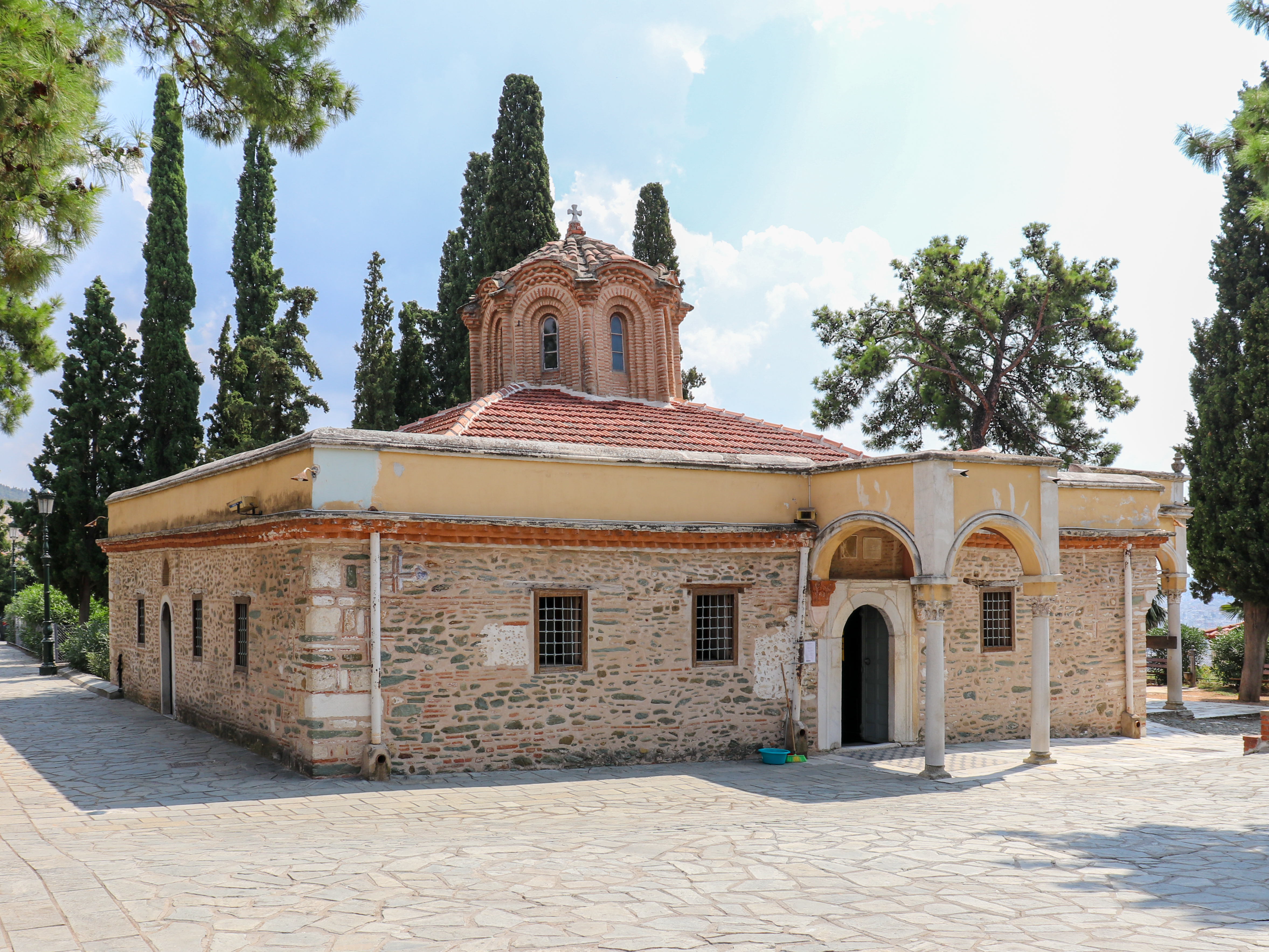
Vlatades-Kloster (2019)

Das Vlatades-Kloster (griechisch Μονή των Βλατάδων Moní ton Vlatádon) ist das einzige noch erhaltene der in der Stadt Thessaloniki gelegenen byzantinischen Klöster. Es ist ein stauropegisches, d. h. direkt dem Ökumenischen Patriarchat unterstelltes Kloster, liegt in der Oberstadt unmittelbar unterhalb der Akropolis und ist seit 1988 Teil des UNESCO-Welterbes (Frühchristliche und byzantinische Bauten in Thessaloniki). Auf dem Klostergelände liegen mehrere Zisternen der vom Chortiatis herkommenden Wasserleitung. Das Kloster besitzt mehrere Kirchen innerhalb und außerhalb der Stadt.

## Geschichte
Das wohl in der Mitte des 14. Jahrhunderts gegründete Kloster war zunächst dem Weltenherrscher (Pantokrátor) geweiht, jetzt ist es ein Verklärungskloster. Nach der Eroberung der Stadt durch die Türken dürfte es für kurze Zeit in islamische Hände gekommen sein. In der Türkenzeit wurde es als Çavuş Manastır bezeichnet.

## Anlage
Die Hauptkirche des Klosters, das Katholikón, ist von neuen Gebäuden des Patriarchischen Forschungsinstituts umgeben, das 1968 gegründet wurde. Sie ist eine Variante der Kreuzkuppelkirche, bei der die auf einem achtseitigen Tambour ruhende Kuppel nicht auf vier Säulen, sondern auf den Wänden der Altarapsis und zwei Pilastern im Westen ruht, was schon auf den Vorgängerbau zurückgeführt wird. Der Kernbau wird auf drei Seiten von einem weitgehend erst 1801 und 1907 errichteten Umgang mit zwei Kapellen im Osten umgeben. Das Mauerwerk besteht aus Bruchstein und Ziegelschichten im Wechsel. 1980/1981 wurden im Hauptraum und im Umgang Fresken entdeckt, die der Zeit um 1370 zugerechnet werden. Der Ikonostas stammt aus dem 17. Jahrhundert.